# Вінеря
Вінеря (рум. Vinerea) — село у повіті Алба в Румунії. Адміністративно підпорядковане місту Куджир.
Село розташоване на відстані 268 км на північний захід від Бухареста, 27 км на південний захід від Алба-Юлії, 100 км на південь від Клуж-Напоки.

## Населення
За даними перепису населення 2002 року у селі проживали 2364 особи, з них 2358 осіб (99,7%) румунів. Рідною мовою 2360 осіб (99,8%) назвали румунську.